# الشفافية الدولية
الشفافية الدولية (بالإنجليزية Transparency International) يُرمز لها اختصارً (TI) هي منظمة دولية غير حكومية معنية بالفساد.
هذا يتضمن الفساد السياسي وغيره من أنواع الفساد. وتشتهر عالمياً بتقريرها السنوي مؤشر الفساد، وهو قائمة مقارنة للدول من حيث انتشار الفساد حول العالم.
مقر المنظمة الرئيسي يقع في برلين، ألمانيا.

## عمل المنظمة
منظمة الشفافية الدولية هي مجموعة من 100 فرع محلي، مع سكرتارية دولية في برلين، بألمانيا. تاسست في عام 1993 بألمانيا كمؤسسة غير ربحية، وهي الآن منظمة عالمية غير حكومية، وتدعو لأن تكون منظمة ذات نظام هيكلي ديمقراطي متكامل. وتقول المنظمة عن نفسها:
الشفافية الدولية هي منظمة مجتمع مدني عالمية تقود الحرب ضد الفساد. تجمع الناس معاً في تجمع عالمي قوي للعمل على إنهاء الأثر المدمر للفساد على الرجال و النساء والاطفال حول العالم. مهمة الشفافية الدولية هي خلق تغيير نحو عالم من دون فساد
ترفض المنظمة فكرة تفوق الشمال فيما يتعلق بالفساد وتلتزم بكشف الفساد حول العالم.
منذ العام 1995 بدأت بإصدار مؤشر فساد سنوي (إنجليزي: Corruption Perceptions Index CPI) وهي تنشر أيضاً تقرير فساد عالمي، هو باروميتر الفساد العالمي ، ودليل دافعي الرشوة.
لكن فرع الولايات المتحدة لم يُعلق ابداً على اية قضية فساد حصلت في الولايات المتحدة في كل إصداراته، وقام الفرع باخذ المال من شركة بوينغ، التي كان مديرها التنفيذي قد سُجن بسبب قضايا فساد.
المنظمة لا تتولى التحقيق على قضايا فساد معينة أو لأفراد، بل تطور وسائل مكافحة الفساد وتعمل مع منظمات المجتمع المدني و الشركات والحكومات لتنفيذها.
هدف المنظمة هو أن تكون محايدة وتقوم بعمل ائتلافات لمحاربة الفساد.
نجاح المنظمة هو وضع موضوع الفساد على قائمة أجندة العالم. مؤسسات دولية مثل البنك الدولي وصندوق النقد الدولي تنظر للفساد كعقبة رئيسية للتنمية، في حين انه لما قبل العام 1990 هذا الموضوع لم يكن يؤخذ به بشكل كاف. المنظمة لعبت أيضاً دورا أساسيا في تقديم ميثاق الأمم المتحدة ضد الفساد واتفاقية منظمة التعاون والتنمية الاقتصادية (OECD) ضد الرشوة.
وقد قامت لجنة من المحققين في التحقيق في فضيحة رشوة هذه المؤسسة .

## مؤشر الفساد
مؤشر مدركات الفساد -المسمى (CPI) اختصاراً- بجانب مؤشر البنك الدولي للفساد هي أكثر مقاييس الفساد المستخدمة في مختلف البلدان حول العالم.
يعتمد على دراسات عديدة، ويُعرف هذا المؤشر بدقتة.
ومن اجل عمل الدليل ، تقوم الشفافية الدولية بمسوحات تسأل رجال الأعمال والمحللين، من داخل وخارج البلد التي يقومون بمسحها، ملاحظاتهم حول مدى فساد البلد.
الاعتماد على عدد قضايا الفساد الحقيقية لن يكون يُجدى بسبب اختلاف ومدى تطبيق القوانين فهذه تختلف بشكل كبير من بلد لاخر.
المؤشر ينتقد لسببين رئيسيين هما:
الأول هو الخطورة من التنبؤء بالتحقيق الذاتي. حيث ان بعض البلدان ربما تتأثر عن طريق استقراء ماضي الفساد وهذا لا يعكس التغيير. GOLDEN RAITO
الثاني استخدام قيم المؤشر في الإحصائيات المتتالية زمنياً صعبة بسبب طريق حساب قيم هذا المؤشر.

## التنافسية الدولية
تمت مراجعة لدراسة العلاقة بين تنافسية البلدان وتاثير الفساد في ورشة لمنظمة الشفافية الدولية في المؤتمر الدولي ضد الفساد في براغ عام 1998.

## انتقاد
في مايو 2008 اثارت الشفافية الدولية الجدل بدعوى ما جاء في تقرير معنون بـ شفافية زيادة الدخل، بأن شركة النفط الفنزويلية المملوكة للدولة فشلت في الكشف عن معلومات أساسية؛ مثل مقدار زيادة دخل الشركة، وكم من الضرائب دفعت ، ولم تقم بإعلان معلومات حسابية صحيحة.
ونتيجة لذلك أعطى التقرير الشركة الفنزويلية الترتيب الأدنى في تقييم ضريبي ضمن شركات نفط من 42 بلد.
الحقيقة أن التقرير كان خاطئا وكل معلومات الشركة الفنزويلية كانت متوفرة علانية، وهو ما دعى لاتهام الشفافية الدولية بالتحامل ضد الحكومة الفنزويلية.

## مقالات ذات صلة
- قائمة المنظمات الدولية غير الحكومية
- اتفاقية الأمم المتحدة لمكافحة الفساد
- اتفاقية مكافحة الرشوة

## وصلات خارجية
- الموقع الرسمي للمنظمة
- المؤتمر الـ13 لمكافحة الفساد